# نیکیتا والنتیچ
نیکیتا والنتیچ (به انگلیسی: Nikica Valentić) (زاده ۲۴ نوامبر ۱۹۵۰ – درگذشته ۳ مه ۲۰۲۳) سیاستمدار اهل کرواسی بود که از سال ۱۹۹۳ تا سال ۱۹۹۵ نخست‌وزیر کرواسی بود.